# Salomeja Maximowna Helfer
Salomeja Maximowna Helfer (russisch Саломея Максимовна Гельфер; * 14. Dezemberjul. / 27. Dezember 1916greg. in Białystok; † 31. Januar 2011 in Moskau) war eine sowjetisch-russische Architektin und Stadtplanerin.

## Leben
Helfer absolvierte ein Architektur-Technikum und studierte dann am Moskauer Architektur-Institut (MArchI) mit Abschluss 1939. Zu ihren Lehrern gehörten S. N. Koschin, Georgi Pawlowitsch Golz, N. I. Sobolew und Michail Pawlowitsch Parusnikow.
Helfer arbeitete als Architektin und wurde die führende Spezialistin des Instituts Giproteatr in Moskau. Sie projektierte den Bau einer Vielzahl von verschiedenartigen Gebäuden.
Helfer wurde auf dem Moskauer Donskoi-Friedhof begraben.

## Projekte (Auswahl)

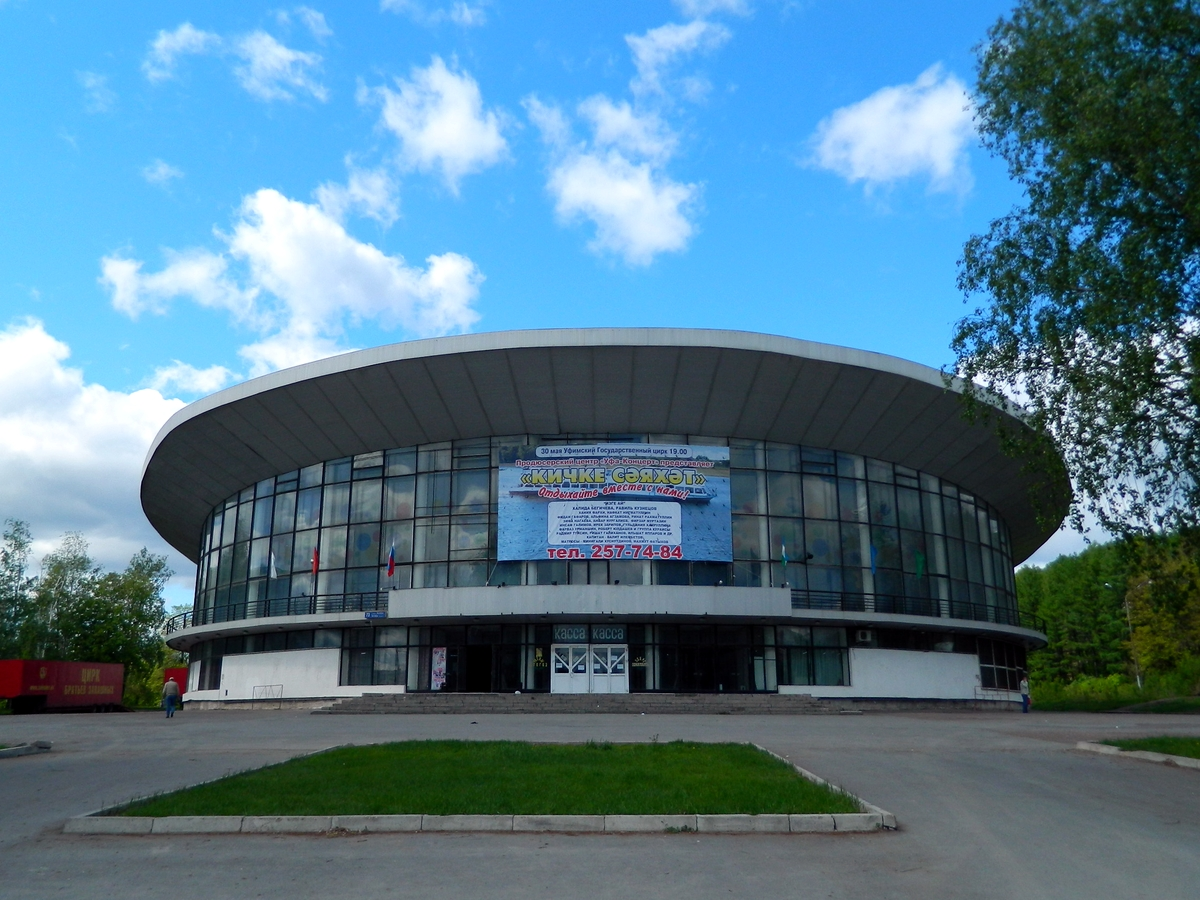
Zirkus Ufa

- Großes Wohngebäude an der Moskauer 3. Twerskaja-Jamskaja Uliza (1932)[2]
- Tuberkulose-Sanatorium in Teberda (1939)[2]
- Stadt Tschernikowsk (1942–1945, jetzt Rajon der baschkirischen Hauptstadt Ufa)
- Gebäude des Staatszirkus in Ufa (1966–1968, dann auch in Samara, Donezk, Perm, Kriwoi Rog, Nowosibirsk, Lugansk, Woronesch, Charkow, Brjansk gebaut) mit Unterstützung der Kulturministerin J. A. Furzewa[2]
- Sanierung und Restaurierung des Kirow-Theaters in Leningrad (1970)[1]
- Sanierung und Restaurierung des Moskauer Kunst-Theaters (MChT) (1986)[1]

## Ehrungen, Preise
- Verdiente Architektin der RSFSR (1969)[1]